# 대전시 (1973년 선거구)
대전시는 대한민국의 옛 국회의원 선거구이다. 당시 충청남도 대전시 지역을 관할했다.

## 역사
제9대 국회의원 선거를 앞두고 대전시 갑, 대전시 을 선거구가 통합되면서 신설되었다.
1977년 9월, 대전시에 구제가 실시되면서 동구와 중구가 신설되었다. 이에 해당 선거구도 대전시 동구·중구 선거구로 개편되었다.

## 역대 국회의원
| 선거   | 정당 | 정당       | 1위 의원 | 정당       | 정당   | 2위 의원 |
| ------ | ---- | ---------- | -------- | ---------- | ------ | -------- |
| 1973년 |      | 민주공화당 | 김용태   |            | 무소속 | 임호     |
| 1973년 |      | 민주공화당 | 김용태   | 민주통일당 | 박병배 |          |

## 역대 선거 결과

### 대한민국 제9대 국회의원 선거
|  | 37.57% |

|  | 26.73% |

|  | 26.70% |

|  | 8.98% |

제9대 국회의원 선거 결과 민주공화당 김용태 후보가 37.57%의 득표율로 1위, 무소속 임호 후보가 26.73%의 득표율로 2위를 차지했다. 하지만 재검표를 진행한 결과 임호 후보와 박병배 후보의 당락이 뒤바뀌게 되었다. 이에 임호 후보는 1973년 12월 28일에 당선 무효를 선고받으며 국회의원 직에서 물러나야 했고 박병배 후보는 1973년 12월 31일, 당선자 재결정이 이루어지면서 제9대 국회의원으로 당선되었다.